# Lisiteia (satélite)
Lisiteia é uma lua de Júpiter, ela foi descoberta por Seth Barnes Nilcholson em 6 de julho de 1938 no Observatório Monte Wilson, seu nome é uma homenagem a Lisiteia, uma das amantes de Zeus (o deus da mitologia grega correspondente a Júpiter).
Seu nome atual no entanto só foi adotado em 1975, antes desse ano ela era apenas conhecida como Júpiter X.
Ela pertence ao grupo Himalia, que é formado por cinco luas.